# 小蜡壳菌属
小蜡壳菌属（学名：Microsebacina）是木耳目下的一个属。科的地位未定。

## 下属物种
本属包括以下物种：
- 易萎小蜡壳菌 Microsebacina fugacissima
- 小蜡壳菌 Microsebacina microbasidia (M.P.Christ. & Hauerslev) P.Roberts